# Wyzwolenie (czasopismo)
Wyzwolenie – polski tygodnik wydawany w Warszawie w latach 1916–1937.
Początkowo tygodnik był organem prasowym Polskiego Stronnictwa Ludowego „Wyzwolenie”; w 1927 roku stał się jego jedynym pismem. Po powstaniu Stronnictwa Ludowego (partia powstała w 1931 roku z połączenia PSL „Piast”, PSL „Wyzwolenie” i Stronnictwa Chłopskiego) gazeta stała się jednym z jego organów prasowych. Ostatni numer czasopisma został wydany w 1937 w związku z opuszczeniem Stronnictwa Ludowego przez wydawców tygodnika. Czasopismo zawierało m.in. informacje dotyczące kwestii społeczno-politycznych, gospodarczych i informacje bieżące. W 1927 roku tygodnik był wydawany w 24-tysięcznym nakładzie.
W 1918 roku pełnym tytułem gazety było: „Wyzwolenie. Dawniej „Polska Ludowa”. Organ Polskiego Stronnictwa Ludowego”, od 1919: „Wyzwolenie. Pismo tygodniowe, polityczne, społeczne i gospodarcze. Organ Polskiego Stronnictwa Ludowego”. W 1932 roku gazeta zyskała podtytuł „Wyzwołin ten doczeka się dnia, kto własną wolą wyzwolony”.